# Кранхуэлл (станция)
Кранхуэлл — железнодорожная станция, открытая 15 сентября 1869 года и обеспечивающая транспортной связью одноимённые деревню и таунленд в графстве Голуэй, Республика Ирландия.

## История
При открытии станция получила название Кранхуэлл энд Лохри и была переименована 1 марта 1901 года. 5 апреля 1976 года станция была закрыта для пассажирского сообщения и 30 августа 1982 года полностью. Станция была вновь открыта 29 марта 2010 года при возобновлении движения между Лимериком и Голуэй на восстанавливаемой линии Western Railway Corridor.